# Drosophila freiremaiai
Drosophila freiremaiai är en tvåvingeart som beskrevs av Vilela och Bachli 2000. Drosophila freiremaiai ingår i släktet Drosophila och familjen daggflugor.
Artens utbredningsområde är Brasilien.